# Przemysł wysokiej technologii
Przemysł wysokiej technologii (ang. high-tech industry) – gałąź przemysłu wykorzystująca najnowsze osiągnięcia naukowe, techniczne i technologiczne, zarówno w procesie produkcyjnym, jak w samym produkcie. Takimi gałęziami są, m.in.: przemysł elektroniczny, lotniczy, kosmiczny, motoryzacyjny, optyczny, farmaceutyczny i biotechnologiczny.
W latach 70. XX wieku rozpoczęła się trzecia rewolucja przemysłowa wykorzystująca najnowsze osiągnięcia naukowo-techniczne: tranzystory, półprzewodniki, energię atomową, światłowody, biotechnologie. Rozwinął się przemysł wysokich technologii, charakteryzujący się wysokim stopniem przetwarzania surowców, dużym udziałem wydatków na badania naukowe. Oparty jest na automatyzacji i komputeryzacji produkcji. Jest to przemysł elektroniczny, precyzyjny (roboty), lotniczy i rakietowy, zbrojeniowy, farmaceutyczny, chemiczny. Przemysł ten rozwija się w państwach wysoko rozwiniętych: w Stanach Zjednoczonych, krajach Europy Zachodniej, Japonii oraz w Azji Południowo-Wschodniej (Korea Południowa, Tajlandia, Indonezja).
Powstają technopolie – obszary innowacji technologicznych, zalążki nowoczesnych okręgów przemysłowych, np. Dolina Krzemowa w USA.